# Аманбаев, Жаманкара
Жаманкара Аманбаев (1900, село Уюк, Аулиеатинский уезд, Сырдарьинская область, Туркестанский край, Российская империя — 1977, Джамбулская область, Казахская ССР) — председатель колхоза имени Амангельды Таласского района Джамбулской области, Казахская ССР. Герой Социалистического Труда (1949).

## Биография
Родился в 1900 году в крестьянской семье в селе Уюк Аулиеатинского уезда. Происходит из племени ысты. С раннего возраста трудился в сельском хозяйстве. Во время коллективизации вступил в 1931 году в сельскохозяйственную артель, которая позднее была преобразована в колхоз имени Амангельды (с 1957 года — совхоз «Уюк») Таласского района. С 1937 по 1939 года обучался на курсах председателей колхозов в Чимкенте, после которых был избран председателем сельскохозяйственной артели. После окончания очередных курсов в Джамбуле избран председателем укрупнённого колхоза имени Амангельды Таласского района.
В 1948 году коневоды колхоза вырастили 84 жеребёнка от 85 кобыл. Указом Президиума Верховного Совета СССР от 12 июля 1949 года удостоен звания Героя Социалистического Труда за «получение высокой продуктивности животноводства в 1948 году» с вручением ордена Ленина и золотой медали «Серп и Молот» (№ 4114).
Этим же указом званием Героя Социалистического Труда были награждены труженики колхоза имени Амангельды коневод Абзелбек Бижанов, овцеводы Муратбек Ташкентбаев и Ажимбек Туткышбаев.
После реорганизации в 1957 году колхоза имени Амангельды Талассского района в совхоз «Уюк» возглавлял животноводческую бригаду. С 1959 года — заведующий совхозной фермой.
Неоднократно избирался депутатом Уюкского поселкового Советов депутатов трудящихся (1939—1960) и членом Таласского райкома Компартии Казахстана (1952—1960).
После выхода на пенсию в 1960 году проживал в Джамбулской области. Дата смерти не установлена.
Награды
- Герой Социалистического Труда
- Орден Ленина
- Орден Трудового Красного Знамени (03.04.1948)
- Медаль «За трудовое отличие» (09.04.1947)